# لاسا اوپنهایم
لاسا فرانسیس لارنس اوپنهایم (۳۰ مارس ۱۸۵۸–۷ اکتبر ۱۹۱۹) یک حقوقدان بنام آلمانی بود.
بسیاری وی را به عنوان پدر نظم و انضباط حقوق بین‌الملل مدرن، به ویژه مکتب فکری پوزیتیویستی، مورد توجه قرار می‌دهد. او الهام بخش جوزف راز و پروسپر ویل بود.